# Maleevita
La maleevita és un mineral de la classe dels silicats. Rep el nom del mineralogista búlgar Mikhail Naidenovitch Maleev (nascut el 1940), un conegut expert en la morfologia dels cristalls i la sistemàtica de minerals.

## Característiques
La maleevita és un silicat de fórmula química BaB₂Si₂O₈. Va ser aprovada com a espècie vàlida per l'Associació Mineralògica Internacional l'any 2002. Cristal·litza en el sistema ortoròmbic. És l'anàleg de bari de la danburita i la pekovita.
Segons la classificació de Nickel-Strunz, la maleevita pertany a «09.FA - Tectosilicats sense H₂O zeolítica, sense anions addicionals no tetraèdrics» juntament amb els següents minerals: kaliofilita, kalsilita, nefelina, panunzita, trikalsilita, yoshiokaïta, megakalsilita, malinkoïta, virgilita, lisitsynita, adulària, anortoclasa, buddingtonita, celsiana, hialofana, microclina, ortosa, sanidina, rubiclina, monalbita, albita, andesina, anortita, bytownita, labradorita, oligoclasa, reedmergnerita, paracelsiana, svyatoslavita, kumdykolita, slawsonita, lisetita, banalsita, stronalsita, danburita, pekovita, lingunita i kokchetavita.

## Formació i jaciments
Va ser descoberta a la glacera Dara-i-Pioz, dins els districtes de la Subordinació Republicana (Tadjikistan). Es tracta de l'únic indret de tot el planeta on ha estat descrita aquesta espècie mineral.